# Apocryptus laevifrons
Apocryptus laevifrons là một loài tò vò trong họ Ichneumonidae.